# Bazar de l'Hôtel de Ville
Bazar de l'Hôtel de Ville is een Franse warenhuisketen die deel uitmaakt van de Societé des Grands Magasins, nadat deze in februari 2023 werd overgenomen van de Groupe Galeries Lafayette.
Het warenhuis is gesticht in 1856 aan de Rue Rivoli in Parijs, waar thans nog steeds het vlaggenschip van de keten is gevestigd. Deze vestiging, waarvan de renovatie in 2014 werd afgerond, heeft een oppervlakte van 42.000 m². 
In de jaren 1980 had Bazar de l'Hôtel de Ville nog 30 doe-het-zelf en woonspeciaalzaken in Frankrijk. In 1991 werd de warenhuisketen overgenomen door de Groupe Galeries Lafayette. De laatste twee vestigingen in de provincie zijn in eerste kwartaal van 2019 gesloten. Het waren de vestigingen in Lyon, in het winkelcentrum Le Part-Dieu en in Limonest, beide met een oppervlakte van zo'n 2.000 m².
Anno 2023 resteren nog de filialen aan de Rue de Rivoli in Parijs en een filiaal in het winkelcentrum Parly 2. Het filiaal aan de Rue de Rivoli kreeg in 2013 na de renovatie de toevoeging Marais.